# Švýcarsko na Letních olympijských hrách 2008
Švýcarsko se účastnilo Letní olympiády 2008. Zastupovalo ho 83 sportovců (47 mužů a 36 žen) v 20 sportech.

## Medailisté
| Medaile | Jméno                                                                 | Sport      | Soutěž                          |
| ------- | --------------------------------------------------------------------- | ---------- | ------------------------------- |
| Zlato   | Fabian Cancellara                                                     | Cyklistika | Muži časovka jednotlivců        |
| Zlato   | Roger Federer Stan Wawrinka                                           | Tenis      | Muži čtyřhra                    |
| Stříbro | Fabian Cancellara                                                     | Cyklistika | Muži silniční závod jednotlivců |
| Bronz   | Karin Thürig                                                          | Cyklistika | Ženy časovka jednotlivců        |
| Bronz   | Sergei Aschwanden                                                     | Judo       | Muži váha střední do 90 kg      |
| Bronz   | Nino Schurter                                                         | Cyklistika | Muži cross-country              |
| Bronz   | Christina Liebherr Pius Schwizer Niklaus Schurtenberger Steve Guerdat | Jezdectví  | Družstvo parkurové skákání      |